# Santi Gregorio Magno e Mattia
I Santi Gregorio Magno e Mattia è un dipinto a tempera, olio e oro su tavola (126,3x59,1 cm) attribuito a Masolino da Panicale e conservato nella  National Gallery di Londra. La datazione è incerta, oscillante, a seconda degli studiosi, tra il 1423 e il 1428. Faceva anticamente parte della Pala Colonna, dipinta in collaborazione con Masaccio e un tempo decorante l'altare maggiore della basilica di Santa Maria Maggiore a Roma. Nello stesso museo si trova il pannello che si trovava sulla faccia opposta, i Santi Girolamo e Giovanni Battista di Masaccio.

## Storia
La pala era originariamente un polittico a tre scomparti, dipinto su entrambi i lati.
L'ipotesi più accreditata è quella che si tratti di un'opera dipinta direttamente a Roma dai due artisti, l'ultima di Masaccio prima della scomparsa, quindi databile ai primi mesi del 1428; altri (come Spike) la legano, a causa dell'iconografia, al giubileo di Papa Martino V del 1423, ponendola quindi come prima opera della collaborazione tra i due artisti, prima della cappella Brancacci e della Sant'Anna Metterza. Secondo alcuni fu commissionata a Masolino, che poi ne delegò una parte al suo assistente Masaccio; secondo altri fu commissionata a Masaccio, il quale disegnò il complesso, per poi venire completata in larga parte da Masolino dopo la sua morte.
Il cardinale Oddone Colonna, eletto nel 1417 come papa Martino V, ponendo fine allo scisma d'Occidente, tra il 1419 e il 1420 si trovava a Firenze, in attesa che Roma fosse sufficientemente sicura a riceverlo. Nella città toscana probabilmente venne in contatto con gli artisti lì attivi: Gentile da Fabriano, Arcangelo di Cola, Lorenzo Ghiberti e probabilmente Masolino da Panicale. Appena messo piede a Roma Martino V si dedicò subito al compito di riportare la città al suo antico splendore ed indisse un giubileo per il 1423, cui sembrano alludere alcuni particolari iconografici della pala. 
La pala venne vista verso la metà del XVI secolo da Giorgio Vasari e Michelangelo Buonarroti, che la trovarono ormai spostata in una piccola cappella vicino alla sacrestia ("cappella Colonna"). Essi, che videro solo una faccia essendo probabilmente addossata a una parete, la ritennero interamente opera di Masaccio, ignorando Masolino. 
Nel 1653 la pala Colonna si trovava ormai a palazzo Farnese, con i pannelli segati nello spessore in modo da separare le facce ed avere sei dipinti separati, che in un inventario sono elencati come opere di Beato Angelico. In seguito vennero dispersi e, ricomparsi in momenti diversi sul mercato antiquario, vennero riconosciuti quando ormai erano sparsi in più musei.
I Santi Gregorio Magno e Mattia passarono nella collezione del cardinale Joseph Fesch tra Parigi e Roma, per poi venire venduti all'asta nel 1845 come opera dell'Angelico. Entrati nella collezione Adair (Flexton Hall, Gran Bretagna), furono acquistati dalla National Gallery nel 1950 ed esposti dal 1951.

## Descrizione e stile
Papa Gregorio I, a sinistra, è riconoscibile per l'abito papale e la tiara, mentre Mattia, a destra, è di profilo e impugna l'ascia con cui fu martirizzato, tenendola sollevata. Sebbene le figure di Masolino non presentino quella "brutalità" espressiva di Masaccio, mostrano sicuramente un'originalità rispetto alla tradizione. I due santi infatti interagiscono scambiandosi uno sguardo, ed hanno un convincente appoggio al suolo, indicato come un breve tratto di prato prima del classico fondo oro. Il piede di Mattia non ha il peso e il vigore di quello del Battista nel pannello di Masaccio, ma evita ormai agilmente la tradizionale rappresentazione "in punta di piedi", che tanto venne criticata dal Vasari a proposito dei pittori gotici. 
Dolce è l'illuminazione, che colpisce i santi da sinistra, creando delicate sfumature. Il panneggio cade dritto e statico nella tunica del papa, mentre è più complesso e articolato nel manto verde scruro di Mattia, avvolto "all'antica" fin sopra le spalle.